# Cracks
Cracks er debutalbummet fra den danske-afrikanske sangerinde Nabiha, der blev udgivet den 1. februar 2010 på Border Breakers. Albummet blev i 2011 udsendt i en international udgave under titlen More Cracks.
"Deep Sleep" er den første single, som blev udgivet den 7. september 2009, og er skrevet i samarbejde med den svenske producer Carl Ryden og den engelske R&B-sangerinde Terri Walker. Sangens c-stykke er en godnatsang som Nabihas mor sang for hende, da hun var lille. Teksten er en blanding af afrikansk og fransk. Den har opnået anerkendelse i England, hvor musikhjemmesiden Popjustice valgte "Deep Sleep" som "Song of the Day" og skrev, ""Deep Sleep" is a song with an incredibly strong hook and it’s about "just wanting to sleep"."

## Spor
| #   | Titel                                          | Sangskriver(e)                          | Længde |
| --- | ---------------------------------------------- | --------------------------------------- | ------ |
| 1.  | "Red Letter Days"                              | Nabiha Bensouda, Carl Ryden             | 2:45   |
| 2.  | "Deep Sleep"                                   | Bensouda, Ryden, Chanelle Gstettenbauer | 3:02   |
| 3.  | "The Enemy"                                    | Bensouda, Ryden, Cozi Costi             | 3:08   |
| 4.  | "You"                                          | Bensouda, Ryden, Costi                  | 3:09   |
| 5.  | "Cracks in the Concrete"                       | Bensouda, Ryden, Nina Woodford          | 3:14   |
| 6.  | "My Friend"                                    | Bensouda, Ryden                         | 3:46   |
| 7.  | "Computer Love"                                | Bensouda, Ryden, Gstettenbauer          | 3:08   |
| 8.  | "Boomerang"                                    | Bensouda, Ryden, Woodford               | 2:57   |
| 9.  | "If I Cared"                                   | Bensouda, Ryden, Woodford               | 3:00   |
| 10. | "Midnight Blues"                               | Bensouda, Ryden                         | 3:29   |
| 11. | "Sneaking Out the Backdoor"                    | Bensouda, Ryden, Woodford               | 3:20   |
| 12. | "Open Doors"                                   | Bensouda, Ryden                         | 3:52   |
| 13. | "The Tale of the Children and the Golden Tree" | Bensouda, Ryden, Costi                  | 2:36   |
| 14. | ""2-3-4""                                      | Bensouda, Ryden                         | 2:10   |

### More Cracks
More Cracks er er den internationale udgave af debutalbummet Cracks (2010), og indeholder otte sange fra det oprindelige album samt fire nye sange. More Cracks udkom den 19. september 2011 i Danmark på disco:wax. Albummet fungerer også som Nabihas internationale debutalbum, og udkom i Skandinavien samt lande som Tyskland, Schweiz og Østrig.
| #   | Titel                       | Sangskriver(e)                                                                   | Producer(e)               | Længde |
| --- | --------------------------- | -------------------------------------------------------------------------------- | ------------------------- | ------ |
| 1.  | "Sound of My Gun"           | Nabiha Bensouda, Carl Rydén, Cozi Costi, Steven Tyler, Tom Hamilton              | Carl Ryden                | 3:22   |
| 2.  | "Trouble"                   | Bensouda, Rydén, Tommy Danvers                                                   | Carl Ryden, Tommy Danvers | 3:14   |
| 3.  | "Deep Sleep"                | Bensouda, Rydén, Chanelle Gstettenbauer                                          | Carl Ryden                | 2:46   |
| 4.  | "The Enemy"                 | Bensouda, Rydén, Costi                                                           | Carl Ryden                | 3:08   |
| 5.  | "Sneaking Out the Backdoor" | Bensouda, Rydén, Nina Woodford                                                   | Carl Ryden                | 3:22   |
| 6.  | "Never Played the Bass"     | Bensouda, Will Simms, Michelle Escoffery, Zekuumba Zekkariyas, Zeriiya Zekkariya | Will Simms                | 3:11   |
| 7.  | "Cracks in the Concrete"    | Bensouda, Rydén, Woodford                                                        | Carl Ryden                | 3:15   |
| 8.  | "You"                       | Bensouda, Rydén, Costi                                                           | Carl Ryden                | 3:10   |
| 9.  | "Can't Do Anything"         | Bensouda, Simms, Escoffery                                                       | Will Simms                | 3:15   |
| 10. | "Computer Love"             | Bensouda, Rydén, Gstettenbauer                                                   | Carl Ryden                | 3:09   |
| 11. | "Boomerang"                 | Bensouda, Rydén, Woodford                                                        | Carl Ryden, Paolo Galgani | 2:57   |
| 12. | "Midnight Blues"            | Bensouda, Rydén                                                                  | Carl Ryden                | 3:30   |

Noter
- "Sound of My Gun" indeholder elementer fra "Janie's Got a Gun" af Aerosmith.
- "Never Played the Bass" indeholder elementer fra "Teardrops" af Womack & Womack.